# Bammeln
Bammeln ist ein ehemaliger, an der Alle (heute: Lawa) gelegener Ort im Kreis Friedland (heute: Prawdinsk) im Herzogtum Preußen. Der Ort war ein Gutsbezirk, der im Jahr 1910 31 Einwohner aufwies; zugleich diente Bammeln Friedland als nordöstliches Vorwerk. 1945 hörte der Ort auf zu existieren. Heute sind in der Lawa-Schleife nur noch Grundmauern auszumachen, die großenteils überwuchert sind.
Johannes Bretke, einer der ersten bekannten frühen Autoren, die in Litauisch schrieben, wurde 1536 hier geboren. Er übersetzte die Bibel ins Litauische.